# Корпоративный центр Банка Америки
Корпоративный центр Банка Америки (англ. Bank of America Corporate Center) — офисный небоскрёб высотой 265,5 метров в городе Шарлотт, штат Северная Каролина, США. Является самым высоким зданием города (с 1991 года по настоящее время), опережая ближайшего конкурента — Duke Energy Center — на 6 этажей и 25 метров; самым высоким зданием штата, 26-м по высоте в США и 174-м по высоте в мире. Главная штаб-квартира Банка Америки.

## Описание
Характерной особенностью здания являются скосы по углам на 13-м, 44-м и 53-м этажах, и по фасаду на 47-м, 56-м и 60-м этажах. В ясный день небоскрёб невооружённым взглядом виден с расстояния более 55 километров. Главный вестибюль здания расписан тремя крупными фресками художника Бена Лонга, выполненными традиционным способом «а секко» — на оформление помещения он потратил около года. Мрамор, пущенный на отделку этого вестибюля, был доставлен не только из карьеров США, но и из Испании, Италии, Франции и Турции.
Вершину небоскрёба венчает «корона» высотой без малого 29 метров. Она состоит из 384 алюминиевых стержней длиной от 3,7 до 18,9 метров и массой от 363 до 2041 килограммов. Подсветку обеспечивают 350 ламп.
Основные характеристики
- Строительство: август 1989 — 1992 год
- Высота: 265,5 м (архитектурная, до верхушки), 3,86 м (от пола до пола)
- Этажей: 60 + 2 подземных
- Площадь внутренних помещений: 130 063 м²
- Лифтов: 36 (скорость движения — 366 м/мин., т. е. 22 км/ч)
- Архитектор: Сесар Пелли, HKS, Inc.[англ.]
- Владелец: Банк Америки

## История
О готовящемся грандиозном строительстве впервые Национальный банк Северной Каролины (НБСК) объявил 10 декабря 1986 года. Первоначальный проект подразумевал 50-этажную башню. В августе 1987 года начался поиск архитектора для проектирования нового небоскрёба. В конкурсе участвовали такие известные архитекторы и архитектурные бюро как Бэй Юймин, Джон Бёрджи, Skidmore, Owings & Merrill и Kohn Pedersen Fox, но в итоге предпочтение было отдано Сесару Пелли и HKS, Inc., о чём 25 сентября того же года сообщил председатель НБСК. Обновлённый проект представлял собой небоскрёб высотой 55—60 этажей с названием «NCNB Corporate Center» (рус. Корпоративный центр НБСК). 14 июня 1988 года официально был утверждён нынешний, 60-этажный, проект.
3 января 1989 года начался снос нескольких мешающих домов на месте будущего небоскрёба, в том числе были уничтожены два супермаркета, расположенных в исторических зданиях 1923 и 1927 годов постройки. Снос продолжался семь месяцев, котлован под башню начали копать в августе того же года. Рытьё котлована продолжалось три месяца, при этом в земле были обнаружены чешуйки золота, что было неудивительно, так как в 1830-х годах Шарлотт был центром локальной золотой лихорадки. 19 ноября 1989 года в готовый котлован залили первую порцию бетона. Всего на фундамент было истрачено почти 2700 м³ бетона и 150 тонн нержавеющей стали. Мощность фундамента составляет 12 метров, небоскрёб покоится на 36 железобетонных столбах.
В ноябре 1990 года небоскрёб был достроен до 30-го этажа. 20 марта 1991 года в 11 часов утра здание было достроено до 47 этажа, преодолело отметку в 179,5 метров и официально стало считаться самым высоким зданием города и штата, обогнав One Wells Fargo Center. 2 октября 1991 года здание достигло расчётной высоты по верхнему этажу. В декабре того же года на верхушку была водружена «корона» высотой без малого 29 метров, и небоскрёб достиг своей полной высоты — 265,5 метров. При строительстве использовался башенный кран высотой 324 метра — на то время это был самый высокий подъёмный кран из когда-либо работавших на североамериканском континенте.
В январе 1992 года здание поменяло название на NationsBank Corporate Center в связи с переименованием летом 1991 года НБСК в NationsBank. 1 мая 1992 года в небоскрёб въехали первые арендаторы. 9 мая того же года впервые зажглась «корона» здания. О стопроцентной завершённости небоскрёба было сообщено в июле того же года. Торжественная церемония официального открытия состоялась 24 октября 1992 года, на ней присутствовали около 55 000 человек.
В 1996 году этот небоскрёб был назван «Офисным зданием года» Ассоциацией владельцев и управляющих зданиями.
В 1998 году NationsBank объединился с Банком Америки и с 2000 года продолжил существование под последним названием, поэтому было изменено и название небоскрёба на нынешнее. В 2004 году белая подсветка «короны» здания была изменена на синюю в связи с победой местного футбольного клуба «Каролинские пантеры» в сезоне-2003.

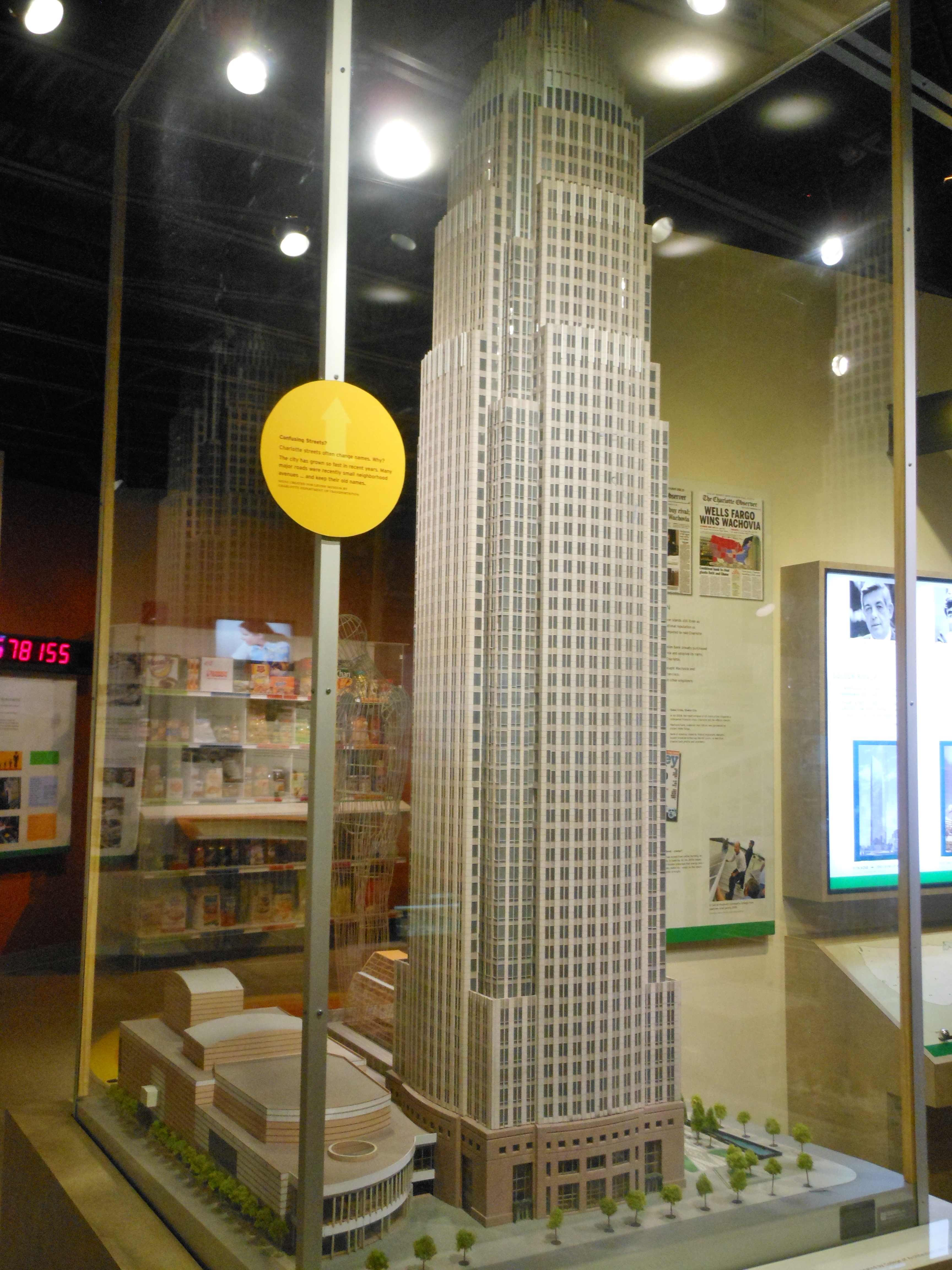
Модель небоскрёба в музее Levine Museum of the New South
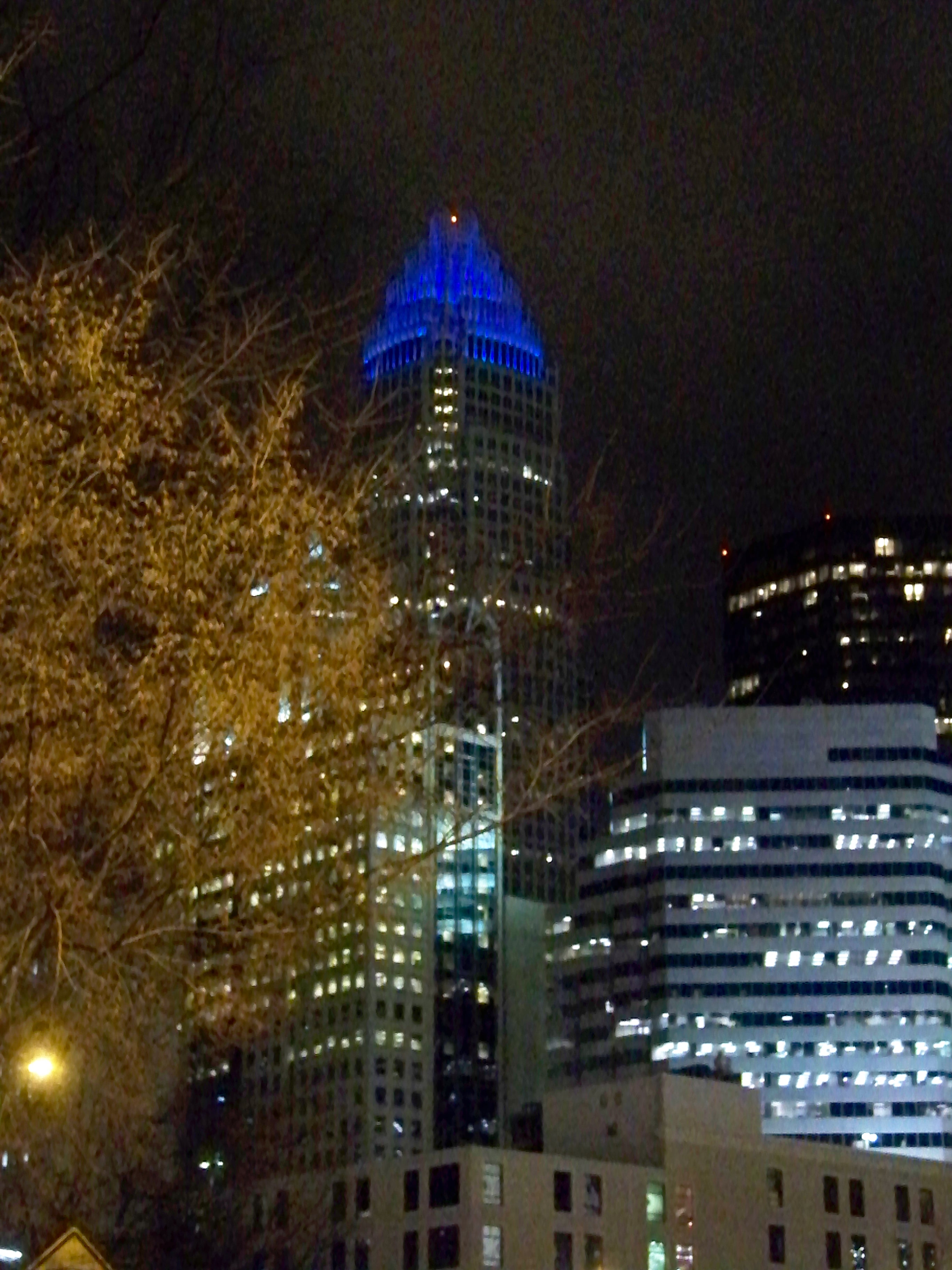
Ночью «корона» небоскрёба ярко подсвечивается

## Прочие факты
- Хэл Ларсон, главный герой фильма «Любовь зла» (2001), работает в здании Корпоративного центра Банка Америки. В фильме этот небоскрёб назван JPS Funds[4].